# Critique de l'altermondialisme
 (février 2009).
- Si vous ne connaissez pas le sujet, laissez ce bandeau (vous pouvez alors contacter les auteurs).
- Si vous supprimez le contenu mis en cause (vous pouvez préalablement contacter les auteurs),

argumentez précisément cette suppression dans la page de discussion
(un manque de référence n'est pas un argument ; une recherche réelle de référence doit avoir été effectuée, être formellement documentée).
 (janvier 2009).
Si vous disposez d'ouvrages ou d'articles de référence ou si vous connaissez des sites web de qualité traitant du thème abordé ici, merci de compléter l'article en donnant les références utiles à sa vérifiabilité et en les liant à la section « Notes et références ».
Cet article résume les critiques concernant l'altermondialisation.

## Critique du mouvement altermondialiste
L'altermondialisme fait face à diverses critiques tant sur les principes qu'il affiche que sur son bilan.

### Les dangers pour la vie politique
Plus généralement, les libéraux[Lesquels ?] estiment que toute ingérence politique serait moralement injuste, culturellement nuisible, et économiquement contre-productive, car les bonnes intentions politiques ne feraient qu'engendrer certains maux[réf. nécessaire] (corruption, prévarication, déplacement de la lutte du terrain économique vers le terrain électoral puis militaire, etc.), et que la question des relations internationales ne ferait pas exception. Ils estiment en général que les altermondialistes n'auraient en fait rien à proposer d'autre qu'un nouvel avatar du communisme, à l'échelle mondiale cette fois, qui serait aussi désastreux que ses manifestations locales déjà expérimentées.

### Une force de proposition limitée
Dans son ouvrage La grande perturbation analysant la mondialisation, le politologue français Zaki Laïdi consacre des pages d'analyse aux résistances à la mondialisation et sur les contradictions et les limites de la mouvance altermondialiste et arrive à la conclusion que « La capacité de la mouvance altermondialiste à proposer des solutions alternatives reste extrêmement limitée »
Pascal Bruckner affirme que « Ce n’est pas être insultant que de souligner la grande faiblesse théorique de la mouvance altermondialiste qui peine à dépasser le stade de la simple invective au moment où le système a plus besoin que jamais pour se régénérer d’un adversaire à sa mesure. »

### La question du bilan
La chronologie des actions altermondialistes montre que l'histoire de l'altermondialisme a été riche en protestations et de contestations de toutes sortes de la mondialisation, accompagnées souvent de perturbations de l'ordre public, et parfois de violences. Cependant, son insistance à se démarquer sémantiquement de l'antimondialisation montre que cette doctrine entendait également apporter des idées positives et surtout des réalisations concrètes. Les idées altermondialistes mettent en avant les plus gros défauts de la mondialisation.
Parmi les réalisations on compte le commerce équitable, le microcrédit ou les logiciels libres.

#### Réalisations
Les réalisations concrètes que l'on peut citer depuis les manifestations de Seattle en 1999 :
- Le thème de l'annulation de la dette des pays pauvres a été repris par les chefs d'État et partiellement mis en œuvre (dans le cadre du Club de Paris des pays créanciers qui accorde des allègements de dette depuis 1956)
- En revanche, la revendication historique d'une taxation des capitaux patine ; la plus grande avancée a consisté en une initiative législative du Parlement européen, repoussée dès avant la première lecture grâce aux pressions de Tony Blair sur les députés travaillistes anglais, mais aussi et paradoxalement aux abstentions ou votes contre des députés de LO/LCR.
- L'échec du référendum sur la Constitution Européenne en France est en partie dû aux critiques altermondialistes. Ce succès lui vaut en revanche l'hostilité d'une partie des partis de gauche social-démocrates français (PS) et européens (SPD en Allemagne, Parti Travailliste au Royaume-Uni notamment), ainsi que de la droite européenne modérée, ce que les altermondialistes interprètent comme une pensée unique pro-Union Européenne, nonobstant que leur courant de pensée soit loin d'être le seul à s'y opposer (conservateurs britanniques, souverainistes en France et ailleurs, droite religieuse en Espagne, en Bavière ou en Pologne, libéraux notamment anglais, parti populiste et xénophobe de Geert Wilders aux Pays-Bas, l'autre pays du NON, ...)

Le mouvement altermondialiste a essayé de s'approprier, pour se donner une image plus positive, la paternité de certaines initiatives de terrain dans lesquelles elle n'est objectivement pour rien : commerce équitable, microcrédit, logiciels libres...

#### Maigre bilan?
Comparé à la passion et à la radicalité mise dans la contestation et l'opposition à la mondialisation, les réalisations restent selon de nombreux critiques rares et limitées ; et les améliorations apportées aux populations qu'elle prétend défendre discutables.
Des réponses partielles à cet échec relatif peuvent être cherchés dans les manques suivants :
- insuffisances dans les recherches de propositions cohérentes (ce qui peut être due à la forte disparité des acteurs "alter")
- les essais de collaboration avec les entités responsables dans les domaines politique, économique et social,
- les coopérations concrètes améliorant sur le terrain le sort des populations concernées (fossé par exemple entre les ONG humanitaires et celles préférant le militantisme).

Sur le terrain, des réactions contraires, en faveur de la mondialisation des échanges économiques, ont pu être observé, comme le montre l'exemple de Bangalore : cette ville où s'est tenue une grande manifestation anti OMC en 1993, est maintenant surnommée la Silicon Valley de l'Asie, car elle doit sa prospérité actuelle à s'être ouverte massivement aux multinationales du secteur technologique, aux capitaux étrangers et à la mondialisation des échanges[réf. nécessaire].

## Critique des propositions altermondialistes

### L'organisation Mondiale du Commerce
Depuis la fin des années 1990, l'OMC a été l'objet de critiques de la part des mouvements altermondialistes qui lui reprochent de promouvoir la mondialisation de l'économie et la libéralisation du commerce. Les traités signés sont accusés de plus favoriser les entrepreneurs des pays riches que les salariés ou les pays pauvres. Comme l’a reconnu lui-même Pascal Lamy, directeur général de l’OMC depuis 2005, au sujet de l'Accord général sur le commerce des services (AGCS) que promeut l'OMC : « l’AGCS est avant tout un instrument au bénéfice des milieux d’affaires ». C’est ce qu’avait déjà observé dès 1985 la Conférence des Nations unies sur le commerce et le développement (CNUCED, organe de l’ONU) affirmant dans un rapport que « la libéralisation des services profitera essentiellement aux multinationales qui dominent le marché mondial ».

#### Barrière douanière
L'OMC a très bien réussi à supprimer les barrières douanières et les « obstacles » à la libéralisation des services dans les pays les plus pauvres. Par contre l'organisation aboutit chaque fois à un échec lorsqu'il s'agit de supprimer les réglementations des pays les plus riches, concernant notamment l'agriculture et les textiles. Surtout, les pays les plus riches pratiquent des subventions aux exportations agricoles, qui aboutissent à un dumping de fait sur les cours agricoles mondiaux.
La croissance de l'Inde et de la Chine sont certes incontestables, mais elles s'accompagnent, surtout en Chine, d'un encadrement étatique fort. Il n'est pas prouvé, bien au contraire, que les plus pauvres en tirent profit. D'autres pays, autrefois développés, se retrouvent dans une situation économique catastrophique, selon eux pour avoir voulu suivre à la lettre les recommandations de l'OMC et des institutions financières internationales apportant des aides financières telles que le FMI. Ils y attribuent par exemple la crise économique de l'Argentine, dont le déclin a démarré en fait après la première guerre mondiale et qui fut accentué par des politiques nationalistes et interventionnistes (avec en particulier l'influence toujours réelle du péronisme.
Les altermondialistes ne pensent pas à restaurer un système qui n'a pas marché (le socialisme à la soviétique). Ils pensent d'abord à mettre un frein à ce qu'ils considèrent comme un libéralisme sauvage, et à permettre aux États de conserver leurs prérogatives. Selon eux, le monde ne peut pas être régi par les seules lois du marché.

### Sur le libre échange
Le mouvement altermondialiste entretient des vues qui semblent contradictoires. En effet, d'un côté les altermondialistes tiennent un discours alarmiste sur l'impact dans les pays développés (le chômage, la perte d'industries, etc.) des délocalisations[réf. nécessaire], et défendent les pays les plus pauvres contre des formes d'impérialismes.[réf. nécessaire]
D'autres critiques mettent en avant les exemples significatifs de l'Inde et de la Chine, et plus généralement de tous les pays qui auraient décollé[évasif] : loin d'être consécutifs à une forte ingérence politique dans l'économie (avec protectionnisme, investissements publics, caisse de « stabilisation », etc.), tous ces décollages auraient été observés avec la mise en place de politiques de libéralisation économique, moindre interventionnisme, désarmement douanier, etc. Comme pour la pauvreté, la thèse qu'une part importante de la population resterait exclue de ces progrès ne résisterait pas à la confrontation avec la réalité, et au demeurant une telle exclusion partielle ne serait pas un motif justifiant un statu quo pour tous.[incompréhensible]
Le contre-exemple le plus frappant est la ville indienne de Bangalore, qui, tout en ayant abrité une grande manifestation contre l'OMC en 1993, a acquis une fulgurante prospérité en se reconvertissant vers l'accueil des investissements étrangers, notamment des multinationales, dans les secteurs technologiques, et l'intégration dans la mondialisation des échanges commerciaux, au point d'être désormais surnommée la Silicon Valley de l'Asie.

### L'ambivalence concernant le développement culturel
Sur le plan culturel, deux critiques des thèses altermondialistes existent.
Selon la première, l'ouverture des frontières serait féconde, propice à l'émergence de cultures nouvelles, et le protectionnisme culturel ne conduirait qu'à une fossilisation[évasif] de la culture au détriment de la culture vivante.
Selon la seconde, si la libéralisation unifiait la culture mondiale ce serait plutôt une bonne chose, car des disparitions culturelles (langues, coutumes, etc.) seraient finalement plus à souhaiter qu'à regretter[pourquoi ?].

### Sur la sortie de l'Union Européenne
En ce qui concerne l'Europe, les altermondialistes ne semblent pas, vu de l'extérieur, faire des efforts crédibles pour qu'un réel plan B voit le jour, ce qui signifierait qu'après avoir diabolisé la constitution européenne ils se satisferaient du statu quo des Maastricht-Nice. Au vu des principaux changements entre le traité de Rome de 2004 et le traité de Nice, certains comme Alain Lipietz en déduisent qu'une organisation comme Attac a des conceptions souverainistes, qu'elle serait plus préoccupée d'acquérir un poids politique pour peser à l'échelle de l'État-nation que de construire à l'heure de la mondialisation un espace politique européen où la souveraineté est partagée, et qui est dans l'intérêt du prolétariat européen selon Toni Négri.

### Logiciel libre
Le mouvement des logiciels libres (et ses applications dans d'autres domaines telles que Creative Commons ou Wikipédia) remonte par exemple à 1984 (voire ressuscite l'état d'esprit qui régnait aux origines de l'informatique) et peut être considéré comme un pur produit tant de la mondialisation que du libéralisme : produit de façon décentralisée par delà les nations et les frontières, il est la conjonction du libéralisme politique d'un Richard Stallman et du libéralisme économique (et de l'intérêt bien compris) de ses sponsors tels que IBM, Sun Microsystems, Novell... et ne fait que rétablir une concurrence non faussée par le monopole de Microsoft.
La question du logiciel libre, ici n'est pas tout à fait juste. Dans le sens où il y a effectivement une sorte de libéralisme politique (tant qu'on l'appeler ainsi) mais cela s'accompagne d'une égalité des droits, attribués par l'auteur à ses autres utilisateurs (et auteurs potentiels). Or le libéralisme politique (et encore plus le néo libéralisme) ne promeut pas cette égalité de droit en tant que telle. Il y a toujours eu une tension entre la liberté et l'égalité. Or le logiciel libre offre les deux et la protège (en tout cas la GPL). En outre la question d'avoir rétabli une concurrence non faussée par rapport à Microsoft, cela est faux. Le levier principal de la domination de Microsoft sur le marché se situe dans la vente-liée. Celui-ci est toujours présent et le logiciel libre n'a pas permis de le faire sauter (étant donné que ce n'est pas une question de licence libre). Ensuite la question de la concurrence du point de vue du logiciel libre, est accessoire, car la promotion du logiciel libre se fait par la question politico-philosophique du rapport de droit (et de liberté) de l'auteur par rapport à son destinataire du point de vue de la conception de Stallman. Et non de connaitre la place du logiciel libre sur un marché donné, bien que la place sur un marché donné est une variable à prendre en compte. Mais elle est instrumentale et non principale.
Pour en revenir à l'égalitarisation[Quoi ?] des droits de la licence, le logiciel libre permet cette égalisation (tant qu'on ne brise pas le cercle de protection institué par la licence ou tant qu'on continue à exécuter cette obligation naturelle lorsqu'on considère qu'il n'y a pas d'obligation juridique (cas de la licence bsd) -) De fait, cela s'approche d'une vision altermondialiste qui revendique un monde plus égalitaire et dont les ressources sont accessibles à tous (le logiciel libre avec les standards ouverts prônent aussi cette non-discrimination . En outre le logiciel libre a été reconnu patrimoine immatériel  de l'humanité par L’UNESCO -) . Finalement la question du logiciel libre rejoint la question des biens communs que posent les altermondialistes sur les autres ressources (eau, éducation, etc.) . Il est aussi à noter que les mouvements s'inscrivant dans la culture libre sont aussi ceux qui prônent la non-discrimination des droits (par exemple la neutralité du Net). Chronologiquement on peut voir que la figure de la nébuleuse du hacking des débuts de l'informatique (où il y avait confusion entre hackers, crackers, phreackers ..) a évolué vers la figure du libriste (au moins une frange d'entre elle) et par cela est devenue politisée (la question du libre est basée sur la licence et non sur le code source en tant que tel, le code source n'est que le support pragmatique de la mise en œuvre de liberté qui a été accordée au préalable). Et la figure du libriste semble arriver à un confluent avec celle de l'altermondialiste (dans la défense et l'accès des biens communs).